# 紀元前133年
紀元前133年（きげんぜん133ねん）は、ローマ暦の年である。

## 他の紀年法
- 干支 : 戊申
- 日本
  - 開化天皇25年
  - 皇紀528年
- 中国
  - 前漢 : 元光2年
- 朝鮮
  - 檀紀2201年
- 仏滅紀元 : 412年
- ユダヤ暦 : 3628年 - 3629年

## できごと

### ローマ
- 執政官 - ルキウス・カルプルニウス・ピソ・フルギとプブリウス・ムキウス・スカエウォラ
- ヌマンティア戦争 - スキピオ・アエミリアヌス率いるローマ軍によりヌマンティアが陥落。
- ティベリウス・グラックスが護民官に選出され、無産市民救済のための「センプロニウス農地法」を提出するが、対立した元老院支持者によって殺害される。ティベリウスの死を契機にローマは「内乱の一世紀」と称される時代へ突入。
- アッタロス朝（ペルガモン王国）の国王アッタロス3世が死去。遺言により王国がローマへ遺贈。

### 中国
- 6月 - 李広らが率いる30万の前漢軍が朔州で匈奴軍を迎撃したが決着は付かず（馬邑の役（中国語版））。

## 死去
- アッタロス3世（アッタロス朝最後の国王、紀元前170年頃）
- ティベリウス・グラックス（共和政ローマの政治家、紀元前168年頃）